# Мирошниченко, Александр Варфоломеевич
Александр Варфоломеевич Мирошниченко (1904 — ?) — советский государственный деятель, председатель Уссурийского облисполкома (1941—1943).

## Биография
Член ВКП(б) с 1928 г.
- 1941—1943 гг. — председатель исполнительного комитета Уссурийского областного Совета,
- 1943—1948 гг. — первый секретарь Пензенского горкома ВКП(б).
- 1948—1950 гг. — председатель Пензенского областного Совета профсоюзов.